# Tomás Reggio
Tomás Reggio (Génova, 9 de enero de 1818 - Triora, 22 de noviembre de 1901) fue un sacerdote católico italiano, obispo de Ventimiglia y arzobispo de Génova, conocido por fundar el 15 de octubre de 1878, en Italia, la congregación de monjas "Religiosas de Santa Marta", quienes han llevado sus labores a diversos países incluidos Chile, Argentina, Brasil, México, India, Líbano y La Ciudad del Vaticano.

## Biografía

### Sacerdocio
Fue ordenado sacerdote el 18 de septiembre de 1841. Fue nombrado vicerrector del seminario de Génova y, en 1845, rector del de Chiavari.
Regresó a Génova en 1851 como abad - párroco de la Basilica di Santa Maria Assunta (Génova); en este período fue también profesor de moral en el seminario y suscitó momentos de oración y formación religiosa para los trabajadores que se llevaron a cabo desde primeras horas de la mañana.
Después de haber sido su editor durante mucho tiempo, en 1861 pasó a ser director del periódico Stendardo Cattolico. En 1870, siguiendo  las nuevas disposiciones emitidas por el Papa Pío IX después de la toma de Roma, cerró el periódico aunque esto entraba en conflicto con su pensamiento que quería a los católicos activos en la vida pública

### Obispo de Ventimiglia.
El 20 de marzo de 1877 fue nombrado obispo titular de Tanis y coadjutor de Ventimiglia. Al año siguiente fundó la congregación de monjas "Religiosas de Santa Marta" en la constante ayuda de las personas más necesitadas y en muchos de sus documentos emerge la necesidad de una mayor preparación de los laicos encaminada a una participación más activa en la vida de la Iglesia católica.

### Arzobispo de Génova
El 11 de julio de 1892 fue ascendido a arzobispo de Génova. Como arzobispo trabajó para aliviar las tensiones entre el estado italiano y la Iglesia. Gracias a las buenas relaciones que siempre mantuvo con la casa gobernante fue él quien celebró, con el permiso de la Santa Sede, el funeral de Humberto I el 8 de agosto de 1900.
Gracias a la estima que gozaba entre los poderes públicos obtuvo libertades cada vez mayores como la posibilidad de celebrar la procesión del Corpus Domini por las calles de la ciudad, de establecer nuevas parroquias y de iniciar una obra de restauración de la catedral de San Lorenzo.
Muy atento a los problemas sociales, continuó sus obras en favor de la clase obrera: dio un nuevo impulso a las sociedades obreras católicas, participó personalmente en la lucha por el reconocimiento del derecho al descanso vacacional y a la regulación del horario de trabajo. Para contrarrestar el fenómeno de la explotación de los inmigrantes indocumentados (que ya era muy importante en aquel momento en Génova), creó un sistema de asistencia para sacar a las personas de su escondite.

### Muerte y funerales
Murió en Triora, a donde había ido el 3 de septiembre de 1901 en peregrinación con motivo de la construcción de la estatua del Redentor en el monte Saccarello. Una repentina enfermedad, que comenzó con un violento dolor en la rodilla derecha, le obligó a guardar cama; la infección empeoró y ni los frecuentes medicamentos ni las dos intervenciones realizadas en la rodilla pudieron curarlo. La muerte le alcanzó el 22 de noviembre a las 14:20 horas; sus últimas palabras fueron: “Dios, Dios, sólo Dios me basta”.
Había pedido ser enterrado en el cementerio de Triora, pero el clero de Génova exigió la devolución de sus restos a su ciudad. Luego el féretro fue llevado a Génova y el solemne funeral tuvo lugar en la catedral de San Lorenzo; Al final de la ceremonia, el féretro recorrió las principales calles de la ciudad, acompañado por el pueblo, las autoridades, y el clero de Génova y Ventimiglia. Por la tarde del mismo día el cuerpo fue trasladado a la capilla del seminario menor de Chiappeto.
En 1951, las religiosas de Santa Marta trasladaron los restos a una capilla especialmente construida en su casa en Génova, donde fueron colocados en un monumento de mármol 
El 3 de septiembre del año 2000 es beatificado por el Papa Juan Pablo II en la Plaza de San Pedro, en Roma.

## Honores
Gran Oficial de la Orden de los Santos Mauricio y Lázaro (Reino de Cerdeña)